# Косово на летних Олимпийских играх 2024

## Медали
| Медаль  | Спортсмен(ы)     | Вид спорта | Дисциплина | Дата    |
| ------- | ---------------- | ---------- | ---------- | ------- |
| Серебро | Дистрия Красничи | Дзюдо      | До 52 кг   | 28 июля |
| Бронза  | Лаура Фазлиу     | Дзюдо      | До 63 кг   | 30 июля |

## Квалификация
| № п/п | Вид спорта      | Мужчины        | Мужчины                | Женщины        | Женщины                | Всего          | Всего                  |
| № п/п | Вид спорта      | Завоевано квот | Количество спортсменов | Завоевано квот | Количество спортсменов | Завоевано квот | Количество спортсменов |
| ----- | --------------- | -------------- | ---------------------- | -------------- | ---------------------- | -------------- | ---------------------- |
| 1     | Бокс            |                |                        | 1              | 1                      | 1              | 1                      |
| 2     | Дзюдо           | 1              | 1                      | 4              | 4                      | 5              | 5                      |
| 3     | Лёгкая атлетика |                |                        | 1              | 1                      | 1              | 1                      |
| 4     | Плавание        | 1              | 1                      | 1              | 1                      | 2              | 2                      |
|       | ИТОГО           | 1              | 1                      | 7              | 7                      | 9              | 9                      |

## Состав команды
Бокс
1. Доньета Садику[англ.]

 Дзюдо
1. Акил Гякова
2. Дистрия Красничи
3. Нора Гякова
4. Лаура Фазлиу
5. Лориана Кука

 Лёгкая атлетика
1. Греса Бакрачи[англ.]

 Плавание
1. Адел Сабовиц[англ.]
2. Хана Бейки[англ.]

## Бокс
Косово завоевало одно место в женский олимпийский турнир по боксу на Первом мировом квалификационном турнире 2024 года в Бусто-Арсицио, Италия.
| Спортсмен      | Категория        | 1/16 финала                 | 1/8 финала               | Четвертьфиналы        | Полуфиналы            | Финал                 | Финал                 |
| Спортсмен      | Категория        | Соперник Результат          | Соперник Результат       | Соперник Результат    | Соперник Результат    | Соперник Результат    | Место                 |
| -------------- | ---------------- | --------------------------- | ------------------------ | --------------------- | --------------------- | --------------------- | --------------------- |
| Доньета Садику | Женщины до 60 кг | THAТхананья Сомнуек В 3 – 2 | COLЭнджи Вальдес П 2 – 3 | завершила выступление | завершила выступление | завершила выступление | завершила выступление |

## Дзюдо

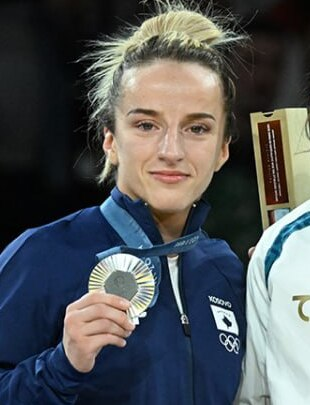
Дистрия Красничи

Кососо получило по рейтингу IJF одно место в мужские и четыре места в женские соревнования.
| Спортсмен        | Категория        | 1/16 финала                            | 1/8 финала                        | Четвертьфиналы                 | Полуфиналы                    | Утеш. поединки                   | Финал / За 3 место            | Финал / За 3 место    |                       |
| Спортсмен        | Категория        | Соперник Результат                     | Соперник Результат                | Соперник Результат             | Соперник Результат            | Соперник Результат               | Соперник Результат            | Место                 |                       |
| ---------------- | ---------------- | -------------------------------------- | --------------------------------- | ------------------------------ | ----------------------------- | -------------------------------- | ----------------------------- | --------------------- | --------------------- |
| Акил Гякова      | Мужчины до 73 кг | BRAДаниел Карнин В 10 — 00             | AUTСамуэль Гасснер В 10 — 00      | ITAМануэль Ломбардо В 10 — 00  | AZEХидаят Гейдаров П 00 — 01  | —                                | JPNСоити Хасимото П 00 — 01   | 5                     |                       |
| Дистрия Красничи | Женщины до 52 кг | —                                      | INAМариам Марч Махарани В 10 — 00 | ISRГефен Примо В 10 — 00       | ITAОдетте Джуффрида В 10 — 00 | —                                | UZBДиёра Келдиёрова П 00 — 01 | 2                     |                       |
| Нора Гякова      | Женщины до 57 кг | MGLЭнхрийлэн Лхагватогоогийн П 00 — 10 | завершила выступление             | завершила выступление          | завершила выступление         | завершила выступление            | завершила выступление         | завершила выступление |                       |
| Лаура Фазлиу     | Женщины до 63 кг | —                                      | CHNТан Цзин В 10 — 00             | FRAКларисс Агбеньену П 00 — 10 | —                             | CANКатрин Бошмен-Пинар В 01 — 00 | CROКатарина Кришто В 10 — 00  | 3                     |                       |
| Лориана Кука     | Женщины до 78 кг | SLOМетка Лобник В 10 — 00              | UKRЕлизавета Литвиненко П 00 — 01 | завершила выступление          | завершила выступление         | завершила выступление            | завершила выступление         | завершила выступление | завершила выступление |

## Легкая атлетика
Косово получило одно универсальное место для участия в олимпийском легкоатлетическом турнире.
Беговые дисциплины
| Спортсмен     | Дисциплина    | Забеги    | Забеги | Утеш. забеги | Утеш. забеги | Полуфиналы            | Полуфиналы            | Финал                 | Финал                 |
| Спортсмен     | Дисциплина    | Результат | Место  | Результат    | Место        | Результат             | Место                 | Результат             | Место                 |
| ------------- | ------------- | --------- | ------ | ------------ | ------------ | --------------------- | --------------------- | --------------------- | --------------------- |
| Греса Бакрачи | Женщины 800 м | 2:13.29   | 49     | DSQ          | DSQ          | завершила выступление | завершила выступление | завершила выступление | завершила выступление |

## Плавание
Косовские пловцы получили два универсальные места для участия в олимпийском турнире пловцов.
Мужчины
| Спортсмен    | Дисциплина                  | Заплывы | Заплывы | Полуфиналы            | Полуфиналы            | Финал                 | Финал                 |
| Спортсмен    | Дисциплина                  | Время   | Место   | Время                 | Место                 | Время                 | Место                 |
| ------------ | --------------------------- | ------- | ------- | --------------------- | --------------------- | --------------------- | --------------------- |
| Адел Сабовиц | Мужчины 100 м вольный стиль | 51,77   | 58      | завершил выступление  | завершил выступление  | завершил выступление  | завершил выступление  |
| Хана Бейки   | Женщины 50 м вольный стиль  | 27,34   | 43      | завершила выступление | завершила выступление | завершила выступление | завершила выступление |